# Lancsiu huo
A Lancsiu huo, angol címén Hot Shot egy tajvani televíziós sorozat, főszereplője Jerry Yan, Show Luo és Wu Chun, a tajvani Fahrenheit zenekar tagja. Készítője a Comic Ritz International Productions (可米国际影视事业股份有限公司; Kěmǐ guójì yǐngshì shìyè gǔfèn yǒuxiàn gōngsī), rendezte Lin Ho-lung (Lin He Long) (林合隆; Lín Hélóng).

## Történet
Egy olyan iskolában, ahol a tudomány uralkodik és a sport is háttérbe szorul a campus egy poros sarkába, Li Jing (Li Ying) fogadalmat tesz, hogy újraéleszti a kosárlabda csapatot, és vállalja a vezetőedző szerepét. Az első csapattag Jüan Ta-jing (Yuan Da Ying), egy vidéki fiú, aki szenvedélyes kosárlabdás, de nincs tehetsége hozzá. Tung Fang-hsziang (Dong Fang Xiang), a legendás kosaras is az iskolába kerül. Ugyanakkor Jüan Ta-jing (Yuan Da Ying) beleszeret Csan Csie-er (Zhan Jie Er)be, aki gyermekkori barátjára, Ku Ku-csi (Gu Gu Ji)re emlékezteti őt. A dolgokat bonyolítja, hogy a lány családja Tung Fang-hsziang (Dong Fang Xiang)nak dolgozik, akivel szintén együtt nőttek fel. Találkozásuk újraírhatja az iskola kosárlabda-történelmét.

## Szereplők
- Jerry Yan (言承旭) - Tung Fang-hsziang (Dong Fang Xiang) 東方翔
- Show Luo (羅志祥) - Jüan Ta-jing (Yuan Da Ying) 元大鷹
- Wu Chun (吳尊) - Vu Csi-cun (Wu Ji Zun) 無極尊
- Csou Caj-si (Zhou Cai Shi) (周采詩) - Csan Csie-er (Zhan Jie Er) 湛潔兒/ Csiu-kuj (Qiu Kui) 球魁
- Coco Jiang (蔣怡) - Li Jing (Li Ying) 李贏
- Csang Jan-ming (Zhang Yan Ming) (張雁名) - Tu Fej (Du Fei) 杜飛
- George Hu (胡宇崴) - Vu Csi-vej (Wu Ji Wei) 無極威
- Ku Pao-ming (Gu Bao Ming) - Li Ce-ping (Li Zi Ping) 李子平
- Michael Zhang - Can (Can) 殘 / Ah Fu (Ah Fu) 阿福
- Lin Po-jan (Lin Bo Yan) (林伯彥) - Csi Hsziao-jün (Qi Xiao Yun) 齊嘯雲
- Lin Csi-taj (Lin Qi Tai) (林祺泰) - Csi Hsziao-jü (Qi Xiao Yu) 齊嘯雨